# Bigos
A bigos (kiejtése: bigosz) egy tradicionális étel a lengyel- és a litván konyhaművészetben, amit sokan Lengyelország nemzeti ételének tartanak.
Az étel maga a székelykáposzta rokona, de káposztán valamint húsféléken kívül legtöbbször paradicsomot, mézet és gombát is tartalmaz. Igen sokféle változata létezik, receptje családonként eltérhet.

## Története
A hagyomány szerint az ételt még II. Ulászló lengyel király uralkodása alatt jelent meg, aki ezzel az étekkel kínálta vendégeit vadászatai alkalmával. Nevének eredetéről lengyel nyelvészek azt tartják, hogy inkább német, mint litván eredetű. A német begossen szó lehet megoldás, amik a jelentése „bemártani, leönteni”, mivel a bigos (ejtsd: bigosz) a korai időkben borral volt leöntve. Lengyelül az étel neve „káoszt”, „nagy problémát” vagy „összezavarodottságot” jelent. Lengyelországban az étel a december 26-i menü részét képezi. A Bigos téli jelentősége abban áll, hogy nagy mennyiséget főznek belőle, amit a kinti fagyban tárolnak. Minél többször kerül felmelegítésre a fagyott bigos, annál jobb, összeérettebb az íze. Sajnos a főzéskor a káposzta C-vitamin-tartalma elbomlik. (lásd: C-vitamin lebomlási hőmérséklete)

## Összetevői
Legalapvetőbb eleme a savanyú káposzta. Legalább kétféle húsfajta kerül az ételbe: ezek lehetnek disznóhúsok (általában füstölt), borjú- és marhahúsok, kiełbasa (a tradicionális lengyel kolbász), valamint sonkaszeletek és szalonnák. Mivel az étel alapvetően vadászok tápláléka volt, gyakran helyet kap benne őz- vagy szarvashús.
A paradicsomok egészben kerülnek az ételben a gomba mellé. Ízesítésére borsot, fűszerköményt, babérlevelet, majoránnát, pimiento paprikát, aszalt vagy füstölt szilvát és vörösbort használnak. Néha vodka, alma is kerül bele.

## Tálalás
Legtöbbször rozskenyérrel szervírozzák, hozzá kísérőként vodka vagy fehérbor jár. Hasonlóan a pörköltekhez, hűtött helyen tárolható, újramelegítéskor azonnal visszanyeri ízét. Akárcsak a magyar konyha jellegzetes ételéből, a székelykáposztából, a bigosból is egyszerre nagy mennyiséget készítenek, és azt akár egy hétig is fogyasztják.